# 白髮運動
自2023年2月份起，中華人民共和國政府在多個省市試圖推行醫療保障改革，引起了抗議運動，抗议主体多为退休老年人，故又被媒体称为“白发运动”或“白发革命”。首要发生地為湖北省武漢市。當地退休人員因不滿武漢市政府推行醫保改革中減少每月個人賬戶補貼金額之政策，進而發起示威游行。此次示威有時被認為是白紙運動號召民眾抗議社會不合理問題的延續。

## 背景

### 醫保體制
中華人民共和國實行的醫療保障制度分爲“統籌基金”（共享账户）、“個人賬戶”兩部分；前者用於因大型疾病住院門診報銷，後者則用於小型疾病的普通門診，並報銷一般藥品。但随着城镇化和经济水平的快速发展，这种制度显现出了其弊病：年轻少病者的个人账户上累积了大量资金，而年老多病者的个人账户则经常不够用；个人账户被视为私人财产，而住院可以享受統籌基金的报销，造成住院率显著偏高，增加了社保基金的压力，导致多省职工养老保险基金入不敷出；此外，商家也钻空子允许使用个人账户购买非医疗物资，这削弱了该模式的医疗保障功能。其他国家的医保制度中亦鲜有这类设置。。據路透社於2月15日報導，2022年中國各省至少花費3520億元人民幣用於應對2019冠状病毒病疫情；中國紅十字基金會大病救助專案前高管任瑞紅表示，該次的醫保改革是官方在3年疫情封控後採取的措施，明顯感覺到醫保基金不夠用，因各省的抗疫支出大部分是從醫保基金裡付的。

### 武漢
本次運動爆發地為武漢市：在2022年底，武漢市政府頒佈《武漢市職工基本醫療保險門診共濟保障實施細則》（页面存档备份，存于）推廣醫療保障改革，并於2023年2月1日正式實行。事後据官方回應，此改革之目的在於强化統籌基金，擴大醫保報銷範圍，目的是更有利保障參保職工的權益。
該細則第二章第五條，職工個人賬戶計入標準按照本人參保繳費基數的2%確定，單位繳納的基本醫療保險費全部計入統籌基金；退休人员個人賬戶由統籌基金依當地年度養老金平均水平的2.5%分配至個人賬戶，意味著退休人员每月原為260元人民幣購藥補貼降為83元。官方稱此舉為强化統籌基金，但減少個人賬戶分配亦引起部分退休市民不滿。有質疑稱，縱然統籌基金會得到加强，但門診門檻需達到500元人民币才得報銷，事實上為提升市民自付購藥費用。

## 过程
2023年2月8日，湖北省武漢市江岸區永清街道解放公園路的市府前聚集上萬名涵括鋼鐵廠退休者、國營企業員工在内的示威民眾，與市府警方對峙；此次集會為反對官方推行醫療改革致使个人账户分配减少，要求撤廢醫保改革。時有民眾以四輪車堵塞街道，遊行、吶喊，高唱国际歌表達訴求。示威民眾稱，官方在集會游行前讓各區派出所警告民眾不得參與示威集會，但仍未阻止。當天集會和平結束。從當地即時通訊軟件微信群組傳出未具名的最後通牒，要求市政府對措施做出回應、調整，否則將於一周后的2月15日中山公園前召開包括退休人員和退休軍官的醫保維權大會。期間，一位據稱是武漢當地婦人投訴醫保局的談話錄音廣爲流傳。同時也有訴求武漢市長程用文、醫保局長陳詩亮負起政治責任辭職下臺。
當地市政府隨後于2月9日發佈通告，解釋醫保改革政策，同時亦不撤回有關決定；此舉未平息退休人員之怨憤，遂于2月15日如期在武漢市中山公園發起大規模遊行示威，要求當局立刻撤廢醫保改革；亦有人喊“打倒反動政府”。据自由亚洲电台等媒體報道預估，參與游行者達以萬計。同時亦有大量警務人員前往現場維穩，與示威者對峙。同日上午，辽宁省大连市退休人员聚集在该市人民广场抗议削减医疗福利。

## 回应
中华人民共和国国家医疗保障局微信公众号 “医保电子凭证”在2023年2月12日，即抗議發生3天後转发署名為“一顆青木”的微信作者的一篇文章，該文章内容稱退休者為這次医保改革中最大受益者，認為退休者受到其他勢力蠱惑。2月15日，在中山公園集會抗議發起后，医保局另一个官方公众号“我的医保”再次转发该文。同日晚间，国家医保局公佈《国家医疗保障局办公室关于进一步做好定点零售药店纳入门诊统筹管理的通知 （页面存档备份，存于）》，将医保定点零售药店纳入门诊统筹范围内。

## 分析
BBC中文网引述相关领域学者言论称，各地在报销比例上都提高了5-10%，而长期以来中国退休人员的医疗花费是在职人员的四倍，所以改革对退休人员总体来说更有利。抗议的主要原因是抗议者的被剥夺感，即每月到账的钱减少了，未来得病能报销的钱也看不到。另外，武汉也取消了灵活就业者的个人账户，由于灵活就业者没有单位缴纳部分的医疗保险，这也进一步加剧了灵活就业者的被剥夺感。该学者相对更支持江苏阶梯式改革的措施，但认为个人账户将越来越弱化的大方向不会转变。

## 媒体报道
2023年2月11日，三联生活周刊文章指出“只有当越来越多的民众切身体验到医改的好处，医保改革的阻力才会越来越小”。2月16日，人民日报就“职工医保门诊共济保障机制改革意义何在”和“参保人的权益是否受到影响”等问题采访了有关专家。

### 來源
1. 1 2 3 4 5 6 7  陳進安. . 香港01. 2023-02-08  [2023-02-08]. （原始内容存档于2023-02-09） （中文（香港））.
2. ↑  . 經濟日報. 2023-02-16  [2023-02-16]. （原始内容存档于2023-03-08） （中文（臺灣））.
3. ↑  . RFI - 法国国际广播电台. 2023-02-15  [2023-02-16]. （原始内容存档于2023-03-06） （中文（简体））.
4. ↑  . 風傳媒. 2023-02-16  [2023-02-19]. （原始内容存档于2023-02-19） （中文（臺灣））.
5. ↑  . Yahoo奇摩新聞. 2023-02-19  [2023-02-19]. （原始内容存档于2023-02-19） （中文（臺灣））.
6. ↑  古亭、许书婷、陈美华、嘉远、瑞哲. . Radio Free Asia. 2023-02-08  [2023-02-08]. （原始内容存档于2023-03-07） （中文（中国大陆））.
7. 1 2  . RFI - 法国国际广播电台. 2023-02-15  [2023-02-19]. （原始内容存档于2023-03-06） （中文（简体））.
8. 1 2 3 4 5 6  張淑伶、周慧盈. . 華視新聞網. 2023-02-09  [2023-02-09]. （原始内容存档于2023-02-09） （中文（臺灣））.
9. 1 2 3 4 5 6 7  . 中央社. 2023-02-09  [2023-02-09]. （原始内容存档于2023-02-10） （中文（臺灣））.
10. 1 2 3  . BBC News 中文.   [2023-02-27]. （原始内容存档于2023-03-11）.
11. 1 2  . 自由亚洲电台. 2023-02-15  [2023-02-16]. （原始内容存档于2023-02-17） （中文（简体））.
12. 1 2  . 經濟日報. 2023-02-08  [2023-02-09]. （原始内容存档于2023-02-10） （中文（臺灣））.
13. 1 2 3  . 明報新聞網. 2023-02-09  [2023-02-09]. （原始内容存档于2023-02-11） （中文（香港））.
14. 1 2 3  古亭、陈美华、许书婷、嘉远、瑞哲. . 自由亚洲电台. 2023-02-15  [2023-02-15]. （原始内容存档于2023-02-17） （中文（简体））.
15. ↑  . 德国之声. 2023-02-15  [2023-03-08]. （原始内容存档于2023-03-09）.
16. ↑  葉兵. . 美国之音. 2023-02-16  [2023-03-08]. （原始内容存档于2023-03-08） （中文（中国大陆））.
17. ↑  一棵青木. . 国家医疗保障局微信公众号“醫保電子憑證”. 2023-02-12  [2023-02-15]. （原始内容存档于2023-02-28） （中文（中国大陆））.
18. ↑  一棵青木. . 国家医疗保障局微信公众号“我的醫保”. 2023-02-15  [2023-02-15] （中文（中国大陆））.
19. ↑  . 国家医疗保障局. 2023-02-16  [2023-02-16]. （原始内容存档于2023-03-07） （中文（中国大陆））.
20. ↑  谢九. . 微信公众平台. 2023-02-11  [2025-07-04]. （原始内容存档于2023-02-11） （中文（简体））.
21. ↑  谢九. . 三联生活网. 2023-02-11  [2025-07-04]. （原始内容存档于2025-07-04） （中文（简体））.
22. ↑  孙秀艳. . 人民网. 2023-02-16  [2025-07-04]. （原始内容存档于2023-02-16） （中文（简体））.